# Parti socialiste pacifiste
Le Parti socialiste pacifiste (en néerlandais : Pacifistisch Socialistische Partij, abrégé en PSP) est un ancien parti politique néerlandais ayant existé entre 1957 et 1990.

## Histoire

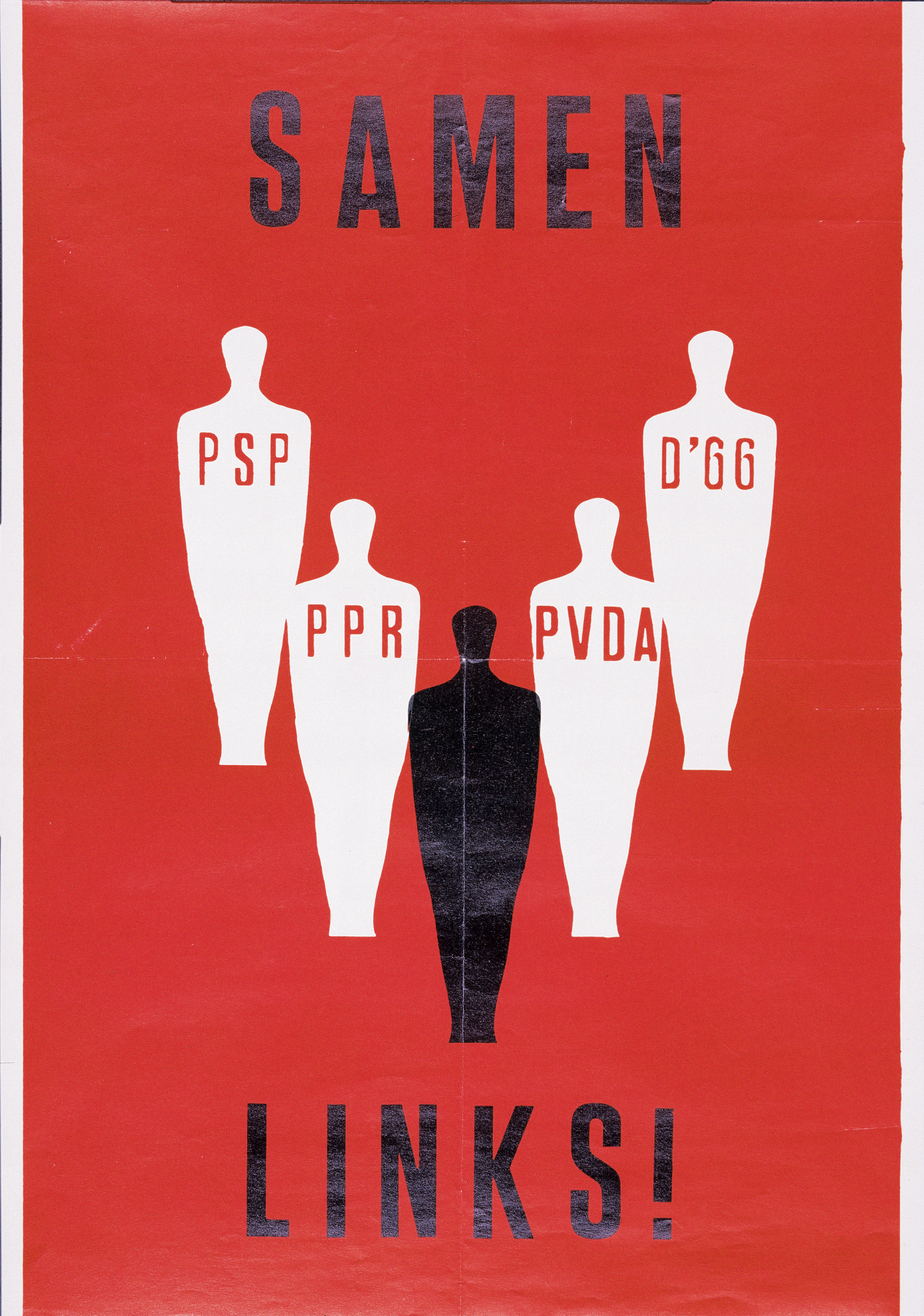
Samen Links !. Affiche pour les élections municipales de 1974 de la coalition entre le PRR, D'66, le PvdA et le PSP.

Le Parti socialiste pacifiste est fondé en 1957 par d'anciens militants du Parti travailliste qui l'avaient quitté en raison de son attitude lors de la révolution nationale indonésienne, et du Parti communiste opposés au stalinisme.
Participant aux élections avec un certain succès, le PSP choisit de fusionner de avec trois autres organisations (le Parti communiste, le Parti politique des radicaux et le Parti populaire évangélique) pour donner naissance à la Gauche verte le 24 novembre 1990.

## Idéologie

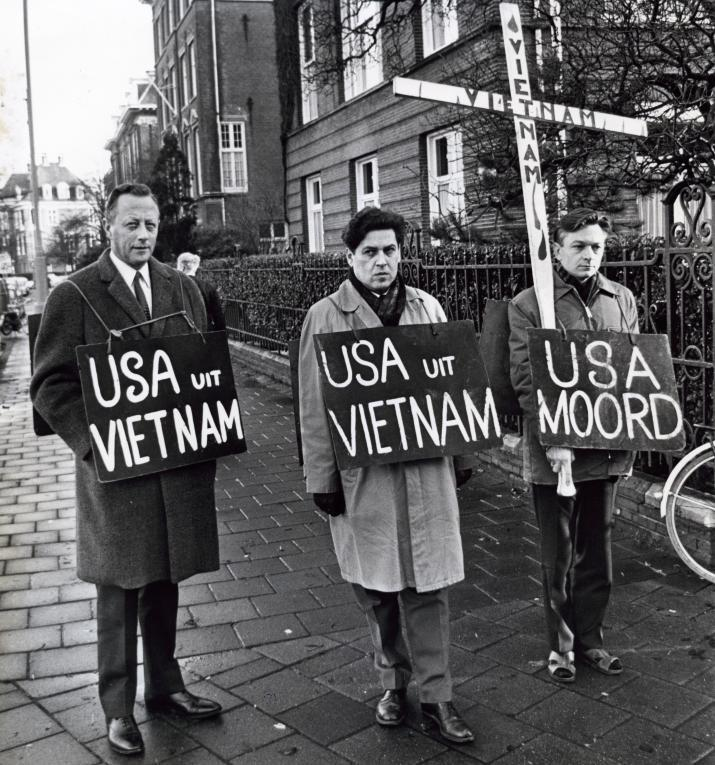
Fred van der Spek (à gauche) et Bram van der Lek (à droite) manifestent contre la guerre du Viêt Nam en 1967 à La Haye. Les pancartes disent États-Unis dehors du Viêt Nam.

Ses positions politiques étaient celles de la gauche alternative : pacifisme, féminisme, autogestion, hostilité au nucléaire, libéralisme en termes de mœurs (drogues, etc.).

## Résultats électoraux

### Élections législatives
| Année | Voix                  | %                     | Sièges                | Rang | Gouvernement |
| ----- | --------------------- | --------------------- | --------------------- | ---- | ------------ |
| 1959  | 110 499               | 1,8                   | 2 / 150               | 8e   | Opposition   |
| 1963  | 189 373               | 3,0                   | 4 / 150               | 6e   | Opposition   |
| 1967  | 197 206               | 2,9                   | 4 / 150               | 10e  | Opposition   |
| 1971  | 90 738                | 1,4                   | 2 / 150               | 13e  | Opposition   |
| 1972  | 111 262               | 1,5                   | 2 / 150               | 13e  | Opposition   |
| 1977  | 77 972                | 0,9                   | 1 / 150               | 9e   | Opposition   |
| 1981  | 184 422               | 2,1                   | 3 / 150               | 5e   | Opposition   |
| 1982  | 187 547               | 2,3                   | 3 / 150               | 5e   | Opposition   |
| 1986  | 115 203               | 1,3                   | 2 / 150               | 7e   | Opposition   |
| 1989  | au sein d'Arc-en-Ciel | au sein d'Arc-en-Ciel | au sein d'Arc-en-Ciel | 6e   | Opposition   |

### Parlement européen
| Année | Voix  | Mandats | Rang | Groupe |
| ----- | ----- | ------- | ---- | ------ |
| 1979  | 1,7 % | 0 / 25  | 7e   |        |
| 1984  | 5,6 % | 1 / 25  | 4e   | ARC    |
| 1989  | 7,0 % | 0 / 25  | 4e   | Verts  |